# أعلاويون

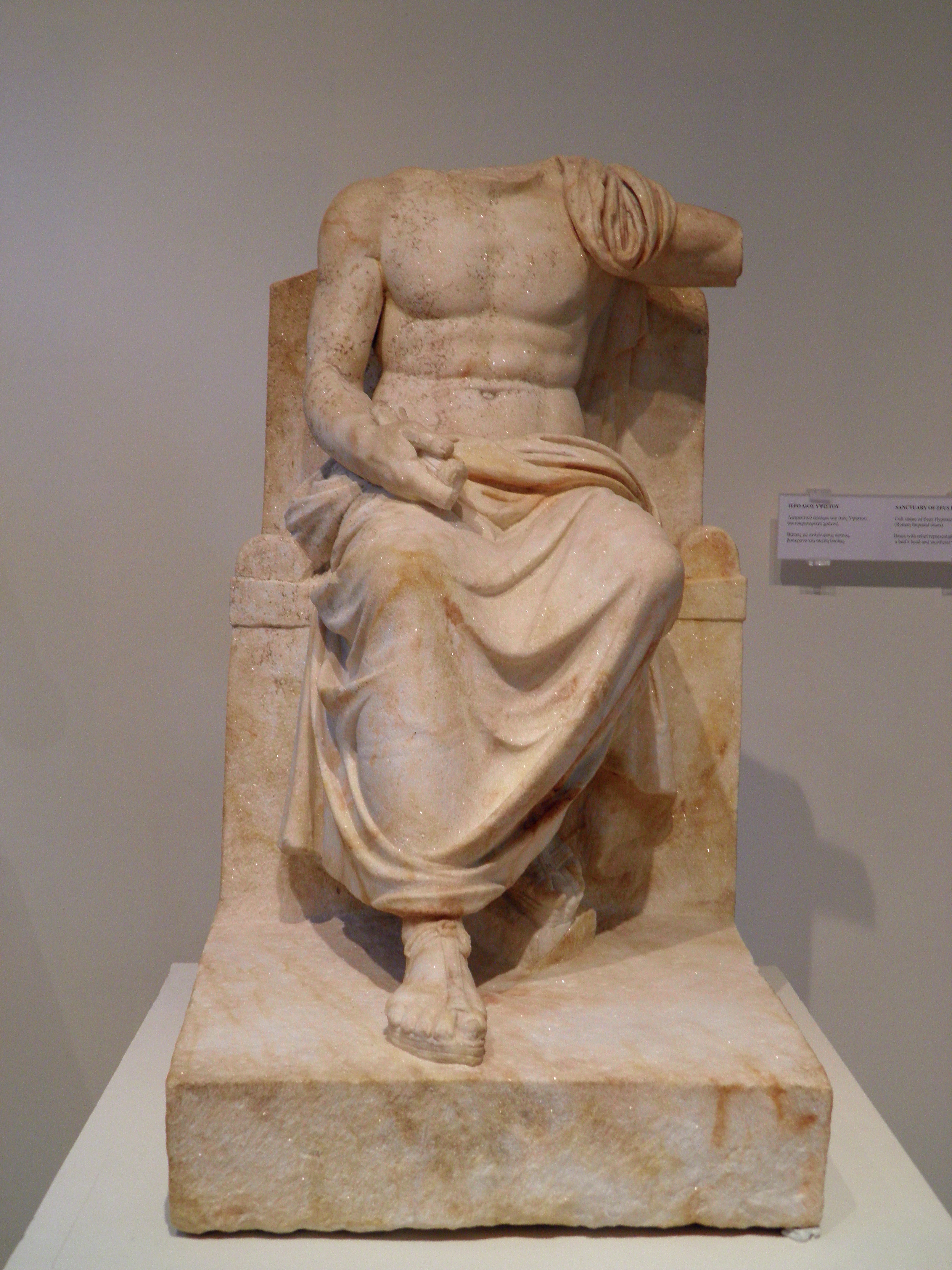

الأعلاويون هم من تعبد الرب الأعلى (باليونانية: Ὕψιστος)، ورد ذكرهم في العديد من الوثائق التي تعود للفترة بين عام 200 ميلادي وحتى 400 ميلادي وهي تشير إلى مجموعات مختلفة في آسيا الصغرى (كبادوكيا، وبيثينيا، والبنطس) بشكل رئيسي، والسواحل الروسية الجنوبية ما يعرف اليوم باسم البحر الأسود.
تُحدد بعض الدراسات الحديثة هذه الفرقة أو الفرق بمُتَّقِي الرَّبِّ من غير اليهود (وثنيين) الذين كانوا على علاقة طيبة باليهودية في فترة بين 500 ق.م و70 م

## تاريخ
ورد اسم الأعلويون أو العليون Hypsianistai، Hypsianoi لأول مرة عند غريغوريوس النزينزي (Orat., xviii, 5) واسم Hypsistianoi عند غريغوريوس أسقف نيصص (Contra Eunom., II)، أي نحو 374 م، وإن تكن العديد من النقوش والتقدمات النذرية لا تدع مجالًا للشك أن عبادة الرب الأعلى (هيبستوس، مع إضافة ثيوس«إله» أو زيوس أو أتيس، ولكن في كثير من الأحيان دون إضافة) كانت منتشرة على نطاق واسع في البلدان المتاخمة لمضيق البوسفور.
يبدو استخدام الهيلنستيون حينها للأعلى ὕψιστος كمصطلح ديني متوافق مع مصطلح ظهر مبكرًا في الترجمة السبعونية، فقد ترجمت الكلمة العبرية עליון عليون بالكلمة اليونية ύψίστος الأعلى.
إلا أن الجذر هيبسييتو "hypsisto-" يتكرر في الترجمة السبعونية أكثر من خمسين مرة للإشارة إلى يهوه أو في علاقة مباشرة معه (في معظم الأحيان في المزامير، ودانيال، وسيراخ).
إن تفسير وتحديد مصطلح أعلاويون وصياغاته المختلفة بمجموعة معينة لا يسنده وروده العام في الترجمة السبعونية، وما لم يظهر خلاف ذلك، ينبغي افتراض أن كل الصيغ وضعت للتعبير عن مصطلح شائع، فالعديد من الجماعات المختلفة الناطقة باليونانية استخدمت أسماء شائعة للرب، واستخدام المصطلحات الشائعة يشير إلى لغة شائعة فقط. وبالنظر إلى السياق الذي تكررت فيه هذه الصيغ، نرى أنه محاولة لتفسير اتحادات أو اندماجات معينة.
من الممكن أن تكون عبادة زيوس سابازيوس Σαβάζιος المحلية في كبادوكيا قد دمجت ببطء في عبادة يهوه صباؤت צְבָאוֹת ، ومورست من قبل العديد من المستوطنات اليهودية المهينة ثقافيًا. وشكلت بذلك فرق وطوائف صارمة التوحيد، تآخت مع اليهود إلا أنها لا ترى نفسها ملزمة بشريعة موسى.
يمكن عرض أهمية وتعالى أفكار هذه الطوائف من حادثة تورد أنه عندما سأل أحدهم أبولو في كلاروس Klaros عما إذا كان الأعلى وحده، أجاب: «دون بداية ونهاية، وهو رب كل شيء، أبدع نفسه، انتج ذاته، حاكم الكل شيء بطريقة لا توصف، وسِع السماوات، واحاط الأرض، ركب أمواج البحر. خلط النار بالماء، والتراب مع الهواء والأرض بالنار.جاعلًا الشتاء والصيف والخريف والربيع، فصول السنة، يُسيّر كل شيء نحو النور ويضع مصيرهم في نظام متناغم»
ساهم وجود الأعلوية في انتشار المسيحية بسرعة مذهلة في آسيا الصغرى. ولكن ليس كلهم قبولوا الدين الجديد، فقد بقية فرق صغيرة من الموحدين، لا مسيحيين ولا يهود، خاصة في كابادوكيا. وقد كان والد غريغوريوس النزينزي ينتمي إلى هذه الفرقة في شبابه، وقد امتدح ابنه هذه الفرقة فيما كتب. فهؤلاء الأعلويين رفضوا الأصنام والأضاحي غير الإبراهيمية، واعترفوا بالخالق (بانتوكراتور/ضابط الكل) العلي، الذي مع ذلك، بخلاف المسيحيين، رفضوا لقب «الأب» له. وكان لديهم بعض العادات المشتركة مع اليهود (حفظ السبت، وحرمات الطعام)، لكنهم رفضوا الختان.
ربما كانت الأعلوية حاضرة في خاطر الشاعر بيرسيوس (34- 62) عندما سخر من هكذا ديانات هجينة في هجائيته الخامسة وربما يحيل ترتليان إليها في كتابه إلى الأمم.

## ذكرهم عندغوته
عاد ذكر الأعلوية للتداول في العصر الحديث عبر ذكر غوته لهم في أثناء اشتغاله على مؤلفه الديوان الغربي الشرقي، إذ اهتم بالفرق والأديان حينها. وقد مدح توجه هذه الفرقة في عدة مراسلات بينه وبين أصدقائه.

## ادبيات
- Anton Kippenberg: Die Hypsistarier. Goethe-Gesellschaft 1943, 72561284.
- Georg Rudolf Wilhelm Böhmer: Ursprung und Charakter der Hypsistarier. F. Perthes, Hamburg 1826, 9704963.
- Johann Wolfgang von Goethe: Briefe von und an Goethe. Leipzig 1846, ISBN 3-598-50924-3.